# Grace Mary Crowfoot
 (décembre 2024).
Grace Mary « Molly » Crowfoot, née Grace Mary Hood en 1877 et morte en 1957, est une archéologue, botaniste et sage-femme britannique, militante contre les mutilations génitales féminines au Soudan et pionnière dans l'étude des textiles archéologiques. Au cours de sa vie, elle a travaillé sur une grande variété de textiles d’Afrique du Nord, du Moyen-Orient, d’Europe et des îles britanniques. De retour en Angleterre au milieu des années 1930 après plus de trois décennies passées en Égypte, au Soudan et en Palestine, Crowfoot a co-écrit un article de 1942 sur la « Tunique de Toutankhamon » et a publié de courts rapports sur les textiles provenant du navire funéraire anglo-saxon voisin de Sutton Hoo (1951-1952) dans le Suffolk.
Molly Crowfoot a formé une génération d'archéologues des textiles en Grande-Bretagne, parmi lesquels Audrey Henshall et sa fille Elisabeth Henshall, et a développé des contacts étroits avec des archéologues textiles en Scandinavie tels que Margrethe Hald, Marta Hoffman et Agnes Geijer . Ensemble, elles définissent le cadre d'un nouveau domaine d'étude, permettant que les restes textiles trouvés sur n'importe quel site de fouille soient désormais préservés pour analyse, au lieu d'être détruits pour nettoyer le métal ou les objets auxquels ils restaient attachés. Une grande partie de la collection de textiles, d'outils de filage et de tissage de Crowfoot est désormais conservée au Centre de recherche textile (Textile Research Centre) de Leyde.
Sa fille aînée Dorothy Crowfoot Hodgkin est une éminente chimiste et cristallographe à qui est décerné en 1964 le prix Nobel de chimie. Sa deuxième fille, Joan Crowfoot Payne, est archéologue et a travaillé pendant de nombreuses années à l'Ashmolean Museum d'Oxford.

## Biographie

### Les premières années, 1877-1908
Elle est née dans le Lincolnshire, en Angleterre, en 1877. Son père, Sinclair Frankland Hood, est originaire de Nettleham Hall (Lincolnshire), revendiquant une descendant d'un Colonel John Hood et sa mère, Grace Swan, est la fille du révérend Charles Trollope Swan, recteur de Welton le Wold (Lincolnshire).
Grace Mary Hood est l'aînée de six enfants, deux filles et quatre garçons. La famille Hood est une famille de petite noblesse terrienne originaire du Yorkshire,. Son neveu, Sinclair Hood, est également un éminent archéologue.
Son grand-père paternel, le révérend William Frankland Hood, collectionnait des antiquités égyptiennes, qui étaient exposées dans une aile ajoutée à cet effet au bâtiment principal de Nettleham Hall. Cette première collection fut par la suite vendue à Sotheby's en 1923 en raison des difficultés financières de la famille mais ont eu pour conséquence de l'avoir mise en relation avec de nombreux archéologues, parmi lesquels William Flinders Petrie dont elle est devenue l'amie avec l'épouse, égyptologue également, Hilda Petrie.
L'écrivaine Elizabeth Wordsworth propose à Hood une place dans son nouveau collège pour femmes à Oxford, le Lady Margaret Hall. La mère de Molly ne voyant cependant pas l'intérêt pour les femmes d'aller à l’université, elle ne s'y inscrira donc pas.
Molly découvre l'archéologie en 1908, en menant des fouilles sur le site préhistoriques de la grotte de Tana Bertrand, au-dessus de San Remo, sur la Riviera italienne, où sa famille séjournait souvent. Elle fait partie d'un club culturel local et, durant une excursion avec des amis naturalistes, elle met à jour accidentellement des reste humains. Elle supervise les fouilles qui auront lieu dans cette grotte et met au jour plus de 300 perles . L'ouvrage présentant les résultats de cette fouille ne sera publié qu'en 1926.
En 1908, déterminée à apporter une contribution utile à la société, Molly suit une formation pour devenir sage-femme professionnelle à la maternité de Clapham à Londres. Les contacts noués à cette occasion se sont révélés précieux par la suite lorsqu'elle vivait au Soudan.

### En Égypte et au Soudan, 1909-1935
En 1909, Molly épouse John Winter Crowfoot, qu'elle a rencontré des années auparavant à Lincoln. Il est alors directeur adjoint de l'éducation au Soudan et elle le rejoint ensuite au Caire où naissent leurs filles aînées : Dorothy, Joan et Elisabeth. Le mahdiste Babikr Bedri, qui a connu les Crowfoot au cours de leurs années au Soudan, décrit Molly Crowfoot comme « cette dame gracieuse, sans prétention et bien éduquée » (en anglais : that gracious, unassuming, well-educated lady).
Crowfoot apprend à prendre des photographies et illustre avec celles-ci le premier des volumes de botanique qu'elle rédige durant ses années en Égypte, au Soudan et en Palestine. Dans ses publications ultérieures, elle revient toutefois au dessin au trait, estimant que les photographies ne peuvent pas représenter avec suffisamment de précision et de clarté les détails de certaines plantes et fleurs. Après sa mort, nombre de ses dessins de terrain représentant des plantes sauvages d'Afrique du Nord-Est et du Moyen-Orient sont déposés aux Jardins botaniques royaux de Kew à Londres.[réf. nécessaire]
En 1916, au milieu de la Première Guerre mondiale, Crowfoot et son mari s'installent au Soudan, loin des combats et de la société des expatriés du Caire. Son mari était responsable de l'éducation et des antiquités dans la région, directeur du Gordon Memorial College (aujourd'hui Université de Khartoum).
Pendant ce temps, Molly s'immerge dans la vie des femmes locales de l'autre côté du Nil, à Omdurman.Pour engager la conversation avec elles, elle se met au filage et au tissage qui occupent une grande partie de leur temps et devient elle-même une tisserande compétente. Elle a publie plus tard deux articles sur ce sujet. À la demande de William Flinders Petrie, elle compare ces méthodes avec une représentation des méthodes de filage et de tissage de l'Égypte antique, récemment découvert dans une tombe de la XIe dynastie. Elle constate ainsi que tant les techniques que les outils de tissages avaient peu changé depuis cette époque.

### Lutte contre les Mutilations génitales féminines (MGF)
À l'occasion de ces contacts avec les femmes soudanaises, Crowfoot découvre également également, avec horreur, l'existence des mutilations génitales féminines qui, au Soudan, prennent alors la forme de l'infibulation. Elle réfléchi à la meilleure façon d'intervenir pour une étrangère, liée au gouvernement colonial. En 1921, Molly assiste à un dîner avec le gouverneur général britannique Sir Lee Stack, où elle parle haut et fort des MGF, pratique dont fonctionnaires britanniques n'auraient peut-être jamais entendu parler jusque là. Comme Stack le raconte plus tard à un collègue, il était gêné d'entendre ce sujet choquant au cours du dîner, mais Crowfoot ne s'est pas laissé réduire au silence. À la suite de cette échange elle obtient l’autorisation de créer en 1921 une école de formation des sages-femmes à Omdurman, première institution de ce type au Soudan. Son objectif était de former des sages-femmes locales, d’améliorer les conditions d’accouchement et, en même temps, de commencer à s’attaquer à la pratique des mutilations génitales féminines. Pour diriger l'école, Crowfoot fait appel à deux camarades de classe de l'époque de Clapham, les sœurs sages-femmes « Bee » et « Gee » (Beatrice et Mabel) Wolff.
Après la naissance de leur quatrième fille Diana et la fin de la Première Guerre mondiale, elle et son mari John retournent quelques mois en Angleterre, où ils retrouvèrent leurs trois filles aînées et s'installent dans une maison à Geldeston, Norfolk qui restera la leur pendant les soixante années suivantes. Ils retournent toutefois rapidement au Soudan.[réf. nécessaire]

### En Palestine, 1926-1935
En 1926, John Crowfoot se voit offrir le poste de directeur de l' École britannique d'archéologie de Jérusalem. Durant son séjour, il dirige un certain nombre de fouilles à Samarie-Sébaste (1931-1933 et 1935), sur la colline de l'Ophel à Jérusalem (1927) et dans les premières églises chrétiennes de Jerash (1928-1930).
Sur ces fouilles, Molly Crowfoot est responsable des conditions de vie et de restauration pour de grands groupes mixtes comprenant des archéologues des universités britanniques, palestiniennes et américaines. Elle et son mari sont admirés pour leurs compétences diplomatiques et organisationnelles dans le bon déroulement de ces projets de collaboration. Molly s'intéresse vivement aux découvertes et fut parmi les auteurs et éditeurs des trois derniers grands volumes publiés sur Samarie-Sébaste.
Alors qu'elle vit à Jérusalem, Molly Crowfoot recueille des contes populaires avec son amie Louise Baldensperger, dont les parents missionnaires s'étaient installés dans le pays en 1848. Ensemble, elles publient Du cèdre à l'hysope : une étude sur le folklore des plantes en Palestine (1932), un ouvrage de jeunesse d'ethnobotanique. De nombreuses années plus tard, les récits recueillis par les deux femmes ont été retraduits en arabe et réédités.

### Une retraite active, 1935-1957

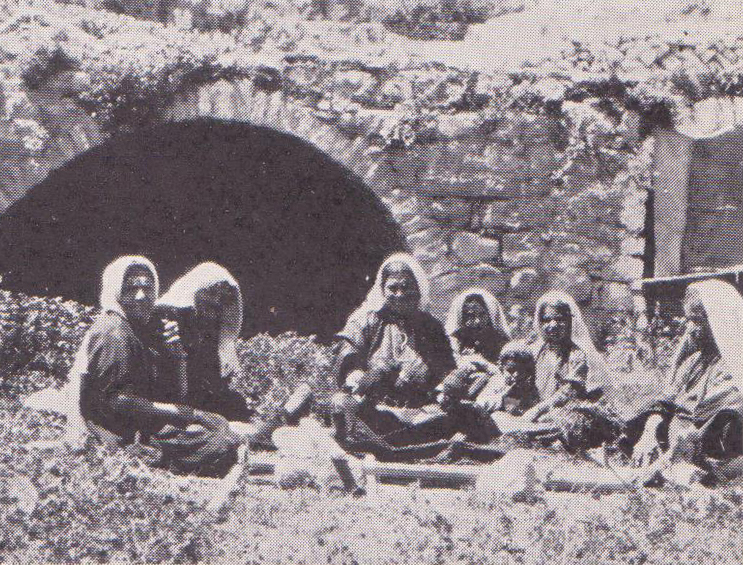
Sitt Hamdiya et Sitt Latifa d'Artas (Palestine) démontrant l'utilisation d'un métier à tisser au sol pour tisser un berceau de hamac pour Grace Crowfoot, vers 1944.

John et Molly Crowfoot retournent en Angleterre au milieu des années 1930, à temps pour voir leurs deux filles aînées se marier et l'arrivée du premier de leurs 12 petits-enfants.
La maison familiale de Geldeston reçoit de nombreux visiteurs au cours des 20 années suivantes. L'un d'eux serait Yigael Yadin, le fils de leur ami et collaborateur sur les fouilles de Samarie-Sébaste, l'archéologue israélien Eleazer Sukenik.
Molly Crowfoot s'intéresse aux activités du village de Geldeston lors de ses longues visites estivales sur place dans les années 1920 et 1930. En 1925, elle y crée une branche locale des Guides. Elle y reste impliquée pendant sa retraite et, en plus d'être une pratiquante régulière, elle a été secrétaire en temps de guerre de la nouvelle association locale du jardin de la victoire et présidente après-guerre du Parti travailliste local.
En 1949, elle est présente à la Chambre des communes lorsque des questions sont posées sur la prévalence continue des mutilations génitales féminines au Soudan. Crowfoot contacte alors le secrétaire colonial et la députée travailliste chevronnée Leah Manning pour les informer de son expérience et de ses points de vue sur la question. Une interdiction totale ne ferait que rendre cette pratique clandestine, estime-t-elle, et annulerait plus de deux décennies de travail mené par l'école des sages-femmes pour réduire son incidence et ses effets nocifs parmi les femmes soudanaises.
Au cours des dernières années de sa vie, Molly Crowfoot est souvent alitée, luttant successivement contre la tuberculose puis la leucémie.
Sa fille Elisabeth l'aide à examiner et analyser les nombreux échantillons de textiles envoyés à Geldeston depuis diverses fouilles. En tant que doyenne de l’étude des textiles anciens du Moyen-Orient, Molly est invitée en 1949 à examiner les enveloppes en lin des manuscrits de la mer Morte. Un compte rendu préliminaire a été publié à ce sujet en 1951, puis une description et une analyse complètes en 1955.

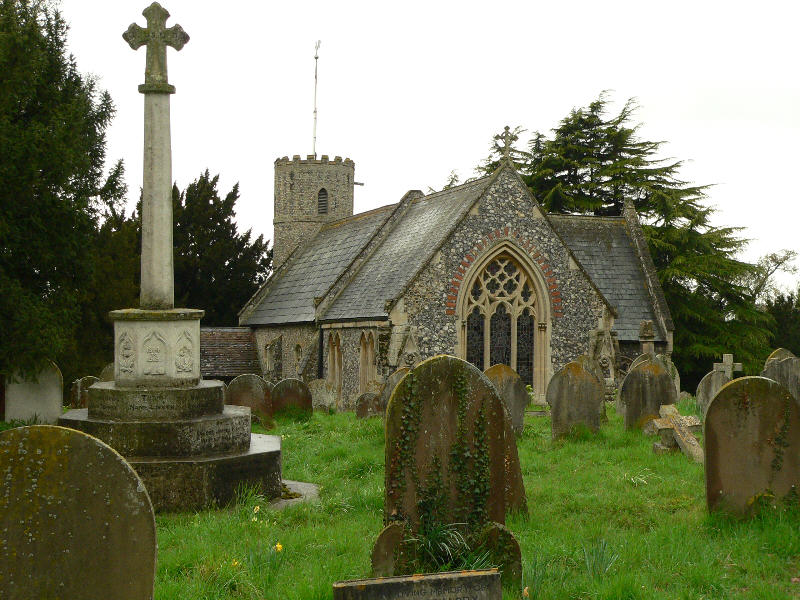
Le cimetière et l'église de Geldeston où est enterré Grace Mary Crowfoot.

Elle meurt en 1957 et est enterrée, avec son mari John, à côté de la tour de l'église paroissiale de Saint-Michel et de Tous les Saints à Geldeston. Après sa mort, des nécrologies ont été publiées par son gendre, l'africaniste Thomas Lionel Hodgkin et par l'archéologue Kathleen Kenyon.

## Collection de papiers, photos et textiles
- Les documents inédits de Molly Crowfoot relatifs à son séjour en Égypte, au Soudan et en Palestine, ainsi que de nombreuses photos qu'elle a prises à cette époque, sont conservés respectivement dans les archives du Soudan[23] à la bibliothèque de l'université de Durham[24] et dans les archives du Palestine Exploration Fund à Londres.
- De nombreux dessins de Crowfoot sur la flore de l'Afrique du Nord-Est et du Moyen-Orient ont été déposés après sa mort aux jardins de Kew. Certains des costumes palestiniens qu’elle a collectés ont été donnés au Museum of Mankind, aujourd’hui disparu et dont les collections sont transférées au British Museum. La collection de textiles, d'outils de filage et de tissage de Crowfoot est aujourd'hui conservée au Textile Research Centre (TRC) de Leyde (Pays-Bas)[13],[25].

## Travaux

### Botanique
- (en) Some Desert Flowers Collected Near Cairo, Le Caire, F. Diemer, 1914, (35 planches).
- (en) Flowering Plants of the Northern and Central Sudan, The Orphans’ Printing Press, Limited, Leominster, 1928, (163 dessins à la ligne).
- (en) Crowfoot G.M. et Baldensperger L., From Cedar to Hyssop: A study in the folklore of Plants in Palestine, The Sheldon Press, London, 1932 (lire en ligne), (76 planches).
- (en) Some Palestine Flowers, The Orphans’ Printing Press, Limited, Leominster, 1933 (La plupart des dessins proviennent de From Cedar to Hyssop.)

### Textiles, autres artisanats et contes populaires
1. Afrique du Nord-Est et Moyen-Orient
- (en) Crowfoot Grace Mary et Ling Roth H., « Models of Egyptian Looms », Ancient Egypt, no 4,‎ 1921, p. 97-101
- (en) « A tablet woven band », Ancient Egypt, vol. Part 4,‎ 1924, p. 98-100
- (en) Methods of hand spinning in Egypt and the Sudan, Halifax, Bankfield Museum Notes, 2nd series, No 12, 1931 des versions plus récentes sont publiées dans Sudan Notes and Records, issues 3 (1920) and 4 (1921).
- (en) « Pots, ancient and modern », Palestine Exploration Fund Quarterly Statement,‎ 1932, 179-187 (lire en ligne)
- (en) Crowfoot Grace M. et Sutton Phyllis M., « Ramallah embroidery », Embroidery, vol. 3, no 2,‎ mars 1935, p. 25-37
- (en) J.W. Crowfoot et Grace M. Crowfoot, Samaria-Sebaste 2: Early Ivories, London, Palestine Exploration Fund, 1938
- (en) Crowfoot G. M. and Davies G. de N., « The tunic of Tut'ankhamun », The Journal of Egyptian Archaeology, vol. 27,‎ 1942, p. 113-130
- (en) « Handicrafts in Palestine: Primitive Weaving », Palestine Exploration Quarterly, vol. 75,‎ juillet-octobre 1943 (DOI 10.1179/peq.1943.75.2.75)
- (en) « Handicrafts in Palestine: Jerusalem hammock cradles and Hebron rugs », Palestine Exploration Quarterly, vol. 76,‎ janvier-avril 1944 (DOI 10.1179/peq.1944.76.1.121)
- (en) Crowfoot, « Folk Tales of Artas—I », Palestine Exploration Quarterly, vol. 83, no 2,‎ juillet-octobre 1951, p. 156-168 (DOI 10.1179/peq.1951.83.2.156)
- (en) Crowfoot, « Folk Tales of Artas—II », Palestine Exploration Quarterly, vol. 84,‎ janvier-avril 1952, p. 15-22 (DOI 10.1179/peq.1952.84.1.15)
- (en) « The linen textiles », dans Barthelemy D. et Milik J. T. (ed.), Discoveries in the Judaean Desert, vol. 1, Oxford, Oxford University Press, 1955, p. 18-38The linen textiles (1955)[26]. Description and analysis of the linen wrappers from the Dead Sea Scrolls.

2. Europe et îles britanniques
- (en) « Textiles of the Saxon period », The Antiquaries Journal, vol. 32, nos 3-4,‎ octobre 1952, p. 189-191 (DOI https://doi.org/10.1017/S0003581500076836 )
- (en) « Textiles, Basketry and Mats », dans Singer C., Holmyard E.J. et Hall A.R. (ed.), A History of Technology, vol. 1, Oxford University Press, 1954, p. 414-447
- (en) « The braids », dans Battiscombe C. F., The Relics of Saint Cuthbert, Oxford University Press, 1956, p. 18-38
- (en) Grace Mary Crowfoot et Elisabeth Crowfoot, « The textiles », dans Rupert Bruce-Mitford, The Sutton Hoo Ship Burial, vol. 3, Londres, British Museum Publications Ltd, 1983, p. 409-479 ; publication d'Elisabeth Crowfoot s'appuyant sur des publications conjointes de 1951-1952 par sa mère et elle-même.